# Sexo oral (película)
Sexo oral  es una película documental española dirigida por Chus Gutiérrez en 1994.

## Argumento
La película es un documental alegre y desenfadado en el que los protagonistas responden a cuestiones sobre su propia sexualidad personal. El film consiste en entrevistas personales en un ambiente relajado con la intención de que los entrevistados respondan abiertamente sin prejuicios. Las respuestas son sinceras y personales con lo que el film resulta muy fresco para el espectador.
- Datos: Q6126510